# マリオ・サンティアゴ
マリオ・ホセ・サンティアゴ・エルナンデス（Mario Jose Santiago Hernandez, 1984年12月16日 - ）は、プエルトリコ自治連邦区グアヤマ出身の元プロ野球選手（投手）。

## 経歴
2005年のMLBドラフトでカンザスシティ・ロイヤルズから16位（全体472番目）で指名されプロ入り。
2011年12月15日に韓国のSKワイバーンズに入団。2012年は、故障もあり18試合に登板し6勝3敗・防御率3.40という結果だった。チームがダグ・スレイトンと契約したこともあり、同年オフに退団した。
2013年1月にロサンゼルス・ドジャースとマイナー契約を結んだ。3月に開催された第3回WBCのプエルトリコ代表に選出された。準決勝の対日本戦に先発して4回1/3を3安打無失点に抑え、日本のWBC3連覇を阻んだ。好投の要因には捕手のヤディアー・モリーナの配球を挙げ、自らがSK時代のキャンプで北海道日本ハムファイターズと対戦した経験やスコアラーの情報を元に、配球や投球テンポを工夫したと話した。しかし、この試合で右肘の靭帯を損傷し、4月にトミー・ジョン手術を受けた。この結果、レギュラーシーズンではマイナーリーグでも1試合も登板しなかった。
2014年は、どの球団にも所属しなかった。オフに、プエルトリコのウィンターリーグであるリーガ・デ・ベイスボル・プロフェシオナル・ロベルト・クレメンテに参加し、カリビアンシリーズにも出場した。
2015年3月16日に、NPB・阪神タイガースと契約した。背番号は「41」。前年から2人の投手（ランディ・メッセンジャーと呉昇桓）を含む4人の外国人選手が一軍の主力を担っていた阪神では、いずれかの選手が離脱した場合などに備えて、5人目の外国人選手を調査。その結果、先発・リリーフの両方をこなせるうえに、WBCで日本代表を抑えたなどの実績もあるサンティアゴの獲得に踏み切った。NPBで同時に一軍へ登録できる外国人選手の上限（最大4名）などとの兼ね合いで、シーズン開幕後はウエスタン・リーグ公式戦での登板が続いた。しかし、メッセンジャーが不振で出場選手登録を抹消されたことを機に、5月15日に来日後初の一軍昇格。同日の対中日ドラゴンズ戦（ナゴヤドーム）での先発で一軍デビューを果たすと、7回1失点で来日初勝利を挙げた。その後もすべて先発で2試合に登板したが、メッセンジャーが復調したことなどから、同月29日に登録を抹消。球団が6人目の外国人選手として外野手のネルソン・ペレスを獲得したり、メッセンジャーが再び一軍の先発ローテーションに定着したりするといったチーム状況を背景に、抹消後は一軍での登板機会がなかった。結局、翌年の戦力構想から外れたため、レギュラーシーズン終了後の10月6日にプエルトリコへ帰国した。12月2日、自由契約公示された。
2016年は所属球団なく、プエルトリコのウィンターリーグでプレー。
2017年2月8日に指名投手枠で第4回WBCのプエルトリコ代表に選出された。冬期は前年に続きプエルトリコのウィンターリーグでプレー。
2018年も所属球団なく、プエルトリコのウィンターリーグでプレー。

## 選手としての特徴
オーバースローから最速154 km/hのフォーシームと、最速150 km/hのシンカーを投げる。シンカーはフォーシームとほとんど球速が変わらずにシュート回転で微妙に落ちる球で、本人は「ハード・シンカー」と表現している。この他に変化球として、カーブ、チェンジアップ、スライダーを持ち球とする。
与四死球のうち与死球が多い。マイナーリーグ、教育リーグなど合わせて、通算の与四死球255のうち与死球は約6分の1に当たる51である。奪三振も少なく、SK時代の奪三振率は4.63, マイナーリーグでの自己最高奪三振率は6.59である。
マイナーリーグ、韓国球界のいずれにおいても公式戦で打席に立ったことはなく、来日前にはバントも行ったことはなかった。

## 人物
ロイヤルズに所属するサルバドール・ペレスとは友人同士であり、阪神で初勝利を挙げた際にはペレスから祝福のメールを受け取った。

## 詳細情報

### 年度別投手成績
| 年 度    | 球 団    | 登 板 | 先 発 | 完 投 | 完 封 | 無 四 球 | 勝 利 | 敗 戦 | セ 丨 ブ | ホ 丨 ル ド | 勝 率 | 打 者 | 投 球 回 | 被 安 打 | 被 本 塁 打 | 与 四 球 | 敬 遠 | 与 死 球 | 奪 三 振 | 暴 投 | ボ 丨 ク | 失 点 | 自 責 点 | 防 御 率 | W H I P |
| -------- | -------- | ----- | ----- | ----- | ----- | -------- | ----- | ----- | -------- | ----------- | ----- | ----- | -------- | -------- | ----------- | -------- | ----- | -------- | -------- | ----- | -------- | ----- | -------- | -------- | ------- |
| 2012     | SK       | 18    | 18    | 0     | 0     | 0        | 6     | 3     | 0        | 0           | .667  | 401   | 95.1     | 88       | 6           | 39       | 2     | 5        | 49       | 2     | 1        | 38    | 36       | 3.40     | 1.33    |
| 2015     | 阪神     | 3     | 3     | 0     | 0     | 0        | 1     | 0     | 0        | 0           | 1.000 | 76    | 16.2     | 20       | 2           | 7        | 0     | 0        | 7        | 0     | 0        | 8     | 8        | 4.32     | 1.62    |
| KBO：1年 | KBO：1年 | 18    | 18    | 0     | 0     | 0        | 6     | 3     | 0        | 0           | .667  | 401   | 95.1     | 88       | 6           | 39       | 2     | 5        | 49       | 2     | 1        | 38    | 36       | 3.40     | 1.33    |
| NPB：1年 | NPB：1年 | 3     | 3     | 0     | 0     | 0        | 1     | 0     | 0        | 0           | 1.000 | 76    | 16.2     | 20       | 2           | 7        | 0     | 0        | 7        | 0     | 0        | 8     | 8        | 4.32     | 1.62    |

### 記録

#### NPB
投手記録
- 初登板・初先発・初勝利：2015年5月15日、対中日ドラゴンズ10回戦（ナゴヤドーム）、7回1失点[10]
- 初奪三振：同上、1回裏に亀澤恭平から空振り三振[18]

### 背番号
- 59 （2012年）
  - 48（2013年WBC）
- 41 （2015年）

### 登場曲
- 「Puerto Rico Patria Mia」Andy Montanez（英語版）（2015年）
- 「『スーパーマリオブラザーズ』のテーマ」（2015年）

### 代表歴
- 2013 ワールド・ベースボール・クラシック・プエルトリコ代表